# Грб Шамца
Грб Шамца је званични грб српске општине Шамац. Грб је усвојен у јануару 1995. године.
Симбол општине има облик средњовјековног штита са припадајућим садржајем који подсјећа на старе амблеме општина из комунистичког времена.

## Опис грба
Грб Шамца је штит који у заглављу завршава круниште у облику ћириличног слова Ш. У плавом пољу црвени једнакокраки крст (грчки крст) из којег излазе четири златне челична Ц-профила отворени према ван. Унутар сваког амблем састављен од по два слова Ш. У првом приказује стилизовани клас пшенице, у другом зупчанике, у трећем пловило са одразом на површини воде и у четвртом отворену књигу. Златно сидро излази из дна крста. У заглављу исписано је име општине: „Шамац“.